# Gaussova eliminacijska metoda
Gaussova eliminacíjska metóda [gáusova ~] omogoča rešitev sistema n linearnih enačb. Koeficiente pri posameznih linearnih enačbah zapišemo v matriko.
Psevdo algoritem za matriko velikosti n × m:
```
b
 = 1
dokler matrika ni vektor
 če 

  

    

      

        

          
a

          

            
b

            
,

            
b

          

        

      

    

    
{\displaystyle a_{b,b}}

  

 = 0
  zamenjamo 
b
-to vrstico s prvo, ki v 
b
-tem stolpcu nima ničle 
 sicer
  za vsako vrstico 
x
 od 
b
 do 
n

   prvo vrstico v trenutni matriki pomnožimo z 

  

    

      

        
−

        

          
a

          

            
x

            
,

            
b

          

        

        

          
/

        

        

          
a

          

            
b

            
,

            
b

          

        

      

    

    
{\displaystyle -a_{x,b}/a_{b,b}}

  

 in jo prištejemo trenutni vrstici
 
b
 = 
b
 + 1
```

S to metodo dobimo iz matrike razsežnosti n × n zgornjetrikotno matriko.

## Gaussova eliminacijska metoda v numerični matematiki
Zaradi omejene natančnosti računalnikov se izkaže, da ni vseeno, kako računamo z Gaussovo eliminacijo. Ker lahko pri deljenju pride do velikih napak, če delimo z majhnim številom, se za izogib napakam izplača za diagonalni element z zamenjavo vrstic vzeti največjega izmed možnih.
Izvajanje Gaussove eliminacije nad eno matriko razsežnosti n × n je časovne zahtevnosti {\displaystyle O(n^{3})}.